# اشتراوسبرگ
شهر اشتراوسبرگ (به آلمانی: Strausberg) در ایالت برندنبورگ در کشور آلمان واقع شده‌است.

## نگارخانه

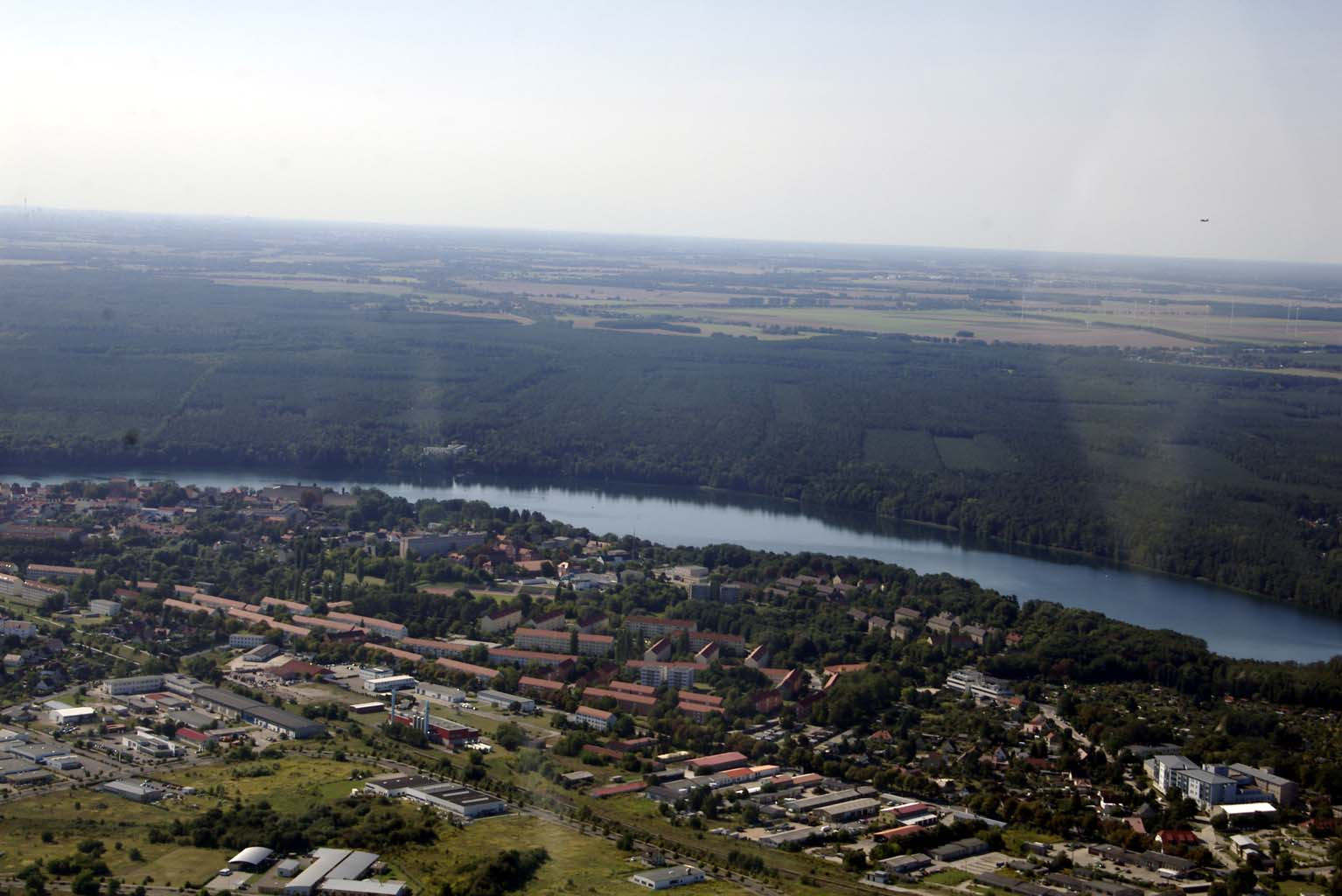
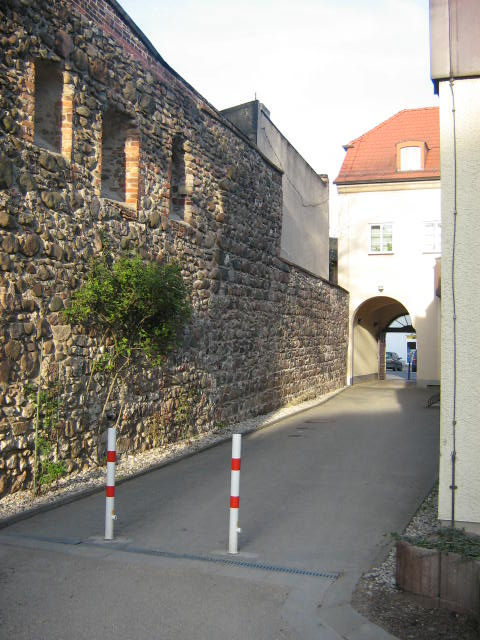
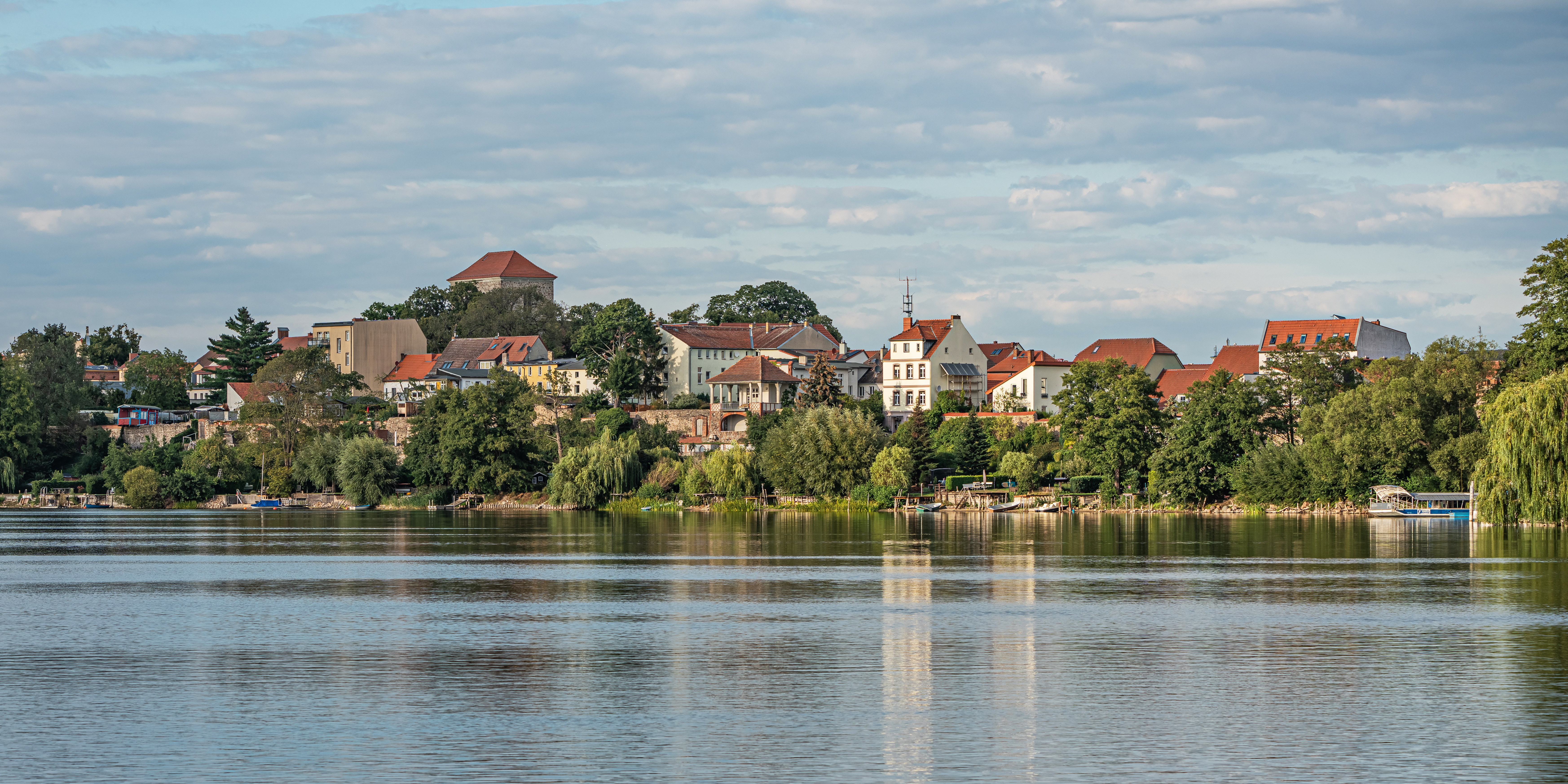
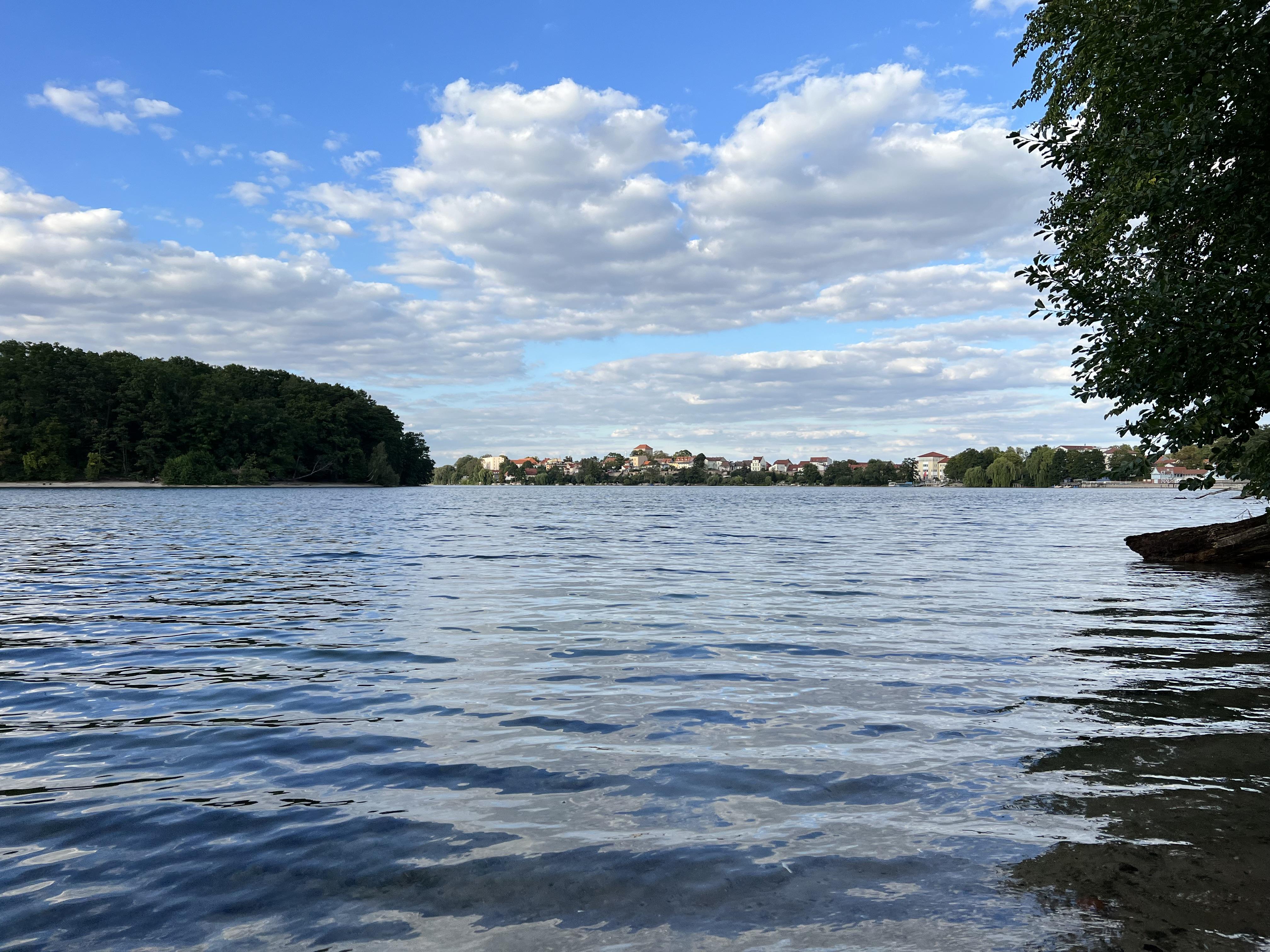